# Dread Zeppelin
I Dread Zeppelin sono stati un gruppo musicale reggae-rock statunitense originario di Sierra Madre (California) e attivo dal 1989 al 2016.
Sono noti soprattutto per aver eseguito le canzoni dei Led Zeppelin in stile reggae cantate da un imitatore di Elvis Presley. Hanno anche eseguito canzoni originariamente di Elvis Presley, Bob Marley e The Yardbirds.

## Discografia parziale
- 1990 - Un-Led-Ed
- 1991 - 5,000,000* *Tortelvis Fans Can't Be Wrong
- 1991 - Rock'n Roll (solo Giappone)
- 1992 - It's Not Unusual
- 1993 - Hot & Spicy Beanburger
- 1994 - The First No-Elvis
- 1995 - No Quarter Pounder
- 1996 - The Fun Sessions
- 1996 - Ruins
- 1998 - Spam Bake
- 2000 - De-jah Voodoo
- 2002 - Presents
- 2004 - Chicken and Ribs
- 2007 - Bar Coda
- 2009 - Best of the IRS years
- 2011 - Soso